# Ruhans
Ruhans település Franciaországban, Haute-Saône megyében. Lakosainak száma 149 fő (2022. január 1.). Ruhans Authoison, Beaumotte-Aubertans, Cirey, Quenoche, Rioz és Villers-Pater községekkel határos.

## Népesség
A település népessége az elmúlt években az alábbi módon változott:
| Lakosok száma | 158  | 160  | 161  | 155  | 151  | 148  | 148  | 147  | 149  |
|               | 2013 | 2015 | 2016 | 2017 | 2018 | 2019 | 2020 | 2021 | 2022 |